# Чалдаєв Віктор Олексійович
Віктор Олексійович (Валіулла Алійович) Чалдаєв (нар. 15 травня 1915, Зілово — пом. 15 квітня 1944, Великий Ходачків) — радянський офіцер-танкіст часів німецько-радянської війни. Герой Радянського Союзу.

## Біографія
Народився 15 травня 1915 року на станції Зіловій (нині селище міського типу Аксьоново-Зіловське Чернишевського району Забайкальського краю Російської Федерації) в селянській сім'ї. Здобув неповну середню освіту. У 1930-ті роки був учнем слюсаря, потім працював механіком-водієм дрезини на станції Зіловій.
З 1937 року проходив військову службу у Червоній армії. Служив на Далекому Сході. У 1938 році брав участь у битві на озері Хасан і у 1939 році в боях річці Халхін-Голі. У 1940 році закінчив курси молодших лейтенантів.
На фронті німецько-радянської війни з серпня 1942 року. Був командиром танка Т-34, танкового взводу. Воював на Західному, Воронезькому, Брянськом, знову Воронезькому, 1-му Українському фронтах. Член ВКП(б) з 1942 року. Був тричі поранений у боях. Брав участь:
- у 1942 році — в боях на річці Витебеть на південь від міста Козельська Калузької області;
- у 1943 році — в Острогозько-Россошанській і Харківській операціях, в боях на Курській дузі в районі станцій Золотарьової, Станового Колодязя і селища Реутового, в форсуванні Дніпра на північ від міста Канева, в боях за місто Фастів, в Житомирсько-Бердичівської операції;
- у 1944 році — в Проскурівсько-Чернівецькій операції, в оборонних боях за місто Тернопіль.

| Погруддя в Тернополі.           |
| Пам'ятник у Великому Хадачкові. |

З 12 по 15 квітня 1944 року командир взводу 53-ї гвардійської Фастівської танкової бригади 6-го гвардійського Київсько-Берлінського танкового корпусу 3-ї гвардійської танкової армії молодший лейтенант Чалдаев в боях у на підступах до міста Тернополя підбив 12 танків, спалив 5 бронетранспортерів противника. 15 квітня 1944 року його танк був підпалений і оточений противником. Продовжуючи вести бій, згорів в танку. Похований у братській могилі в селі Почапинцях Тернопільського району Тернопільської області.
Указом Президії Верховної Ради СРСР від 24 травня 1944 року за зразкове виконання бойових завдань командування на фронті боротьби з німецько-фашистськими загарбниками і проявлені при цьому мужність і героїзм гвардії молодшому лейтенанту Чалдаєва Віктору Олексійовичу присвоєно звання Героя Радянського Союзу (посмертно). Нагороджений орденом Леніна (посмертно).

## Вшанування пам'яті
- У місті Тернополі встановлена анотаційна дошка, і в селищі міського типу Аксьоново-Зіловському Забайкальського краю;
- Його погруддя встановлене в місті Тернополі у Старому парку і в селі Великому Ходачкові (демонтовано 5 травня 2023).[2]
  - Вулицю Чалдаєва у Тернополі перейменували на вулицю Патріарха Любомира Гузара;